# Realizam (filozofija)
U filozofiji se pojam realizam pojavljuje u ranom srednjem vijeku u raspravi o univerzalijama, koja se vodila u teologiji i filozofiji, uglavnom na području zapadnog (latinskog) hrišćanstva. (Slična se rasprava u isto vrijeme vodila i u islamskoj filozofiji). Riječ je o problemu ontološkog statusa opštih pojmova (ideja), odnosno vrsta i rodova: da li opšti pojmovi, kao "konj", "trougao", "dobro" i sl. postoje realno (da li posjeduju supstancijalnost), sami po sebi, izvan pojedinačnih stvari? Ako postoje, da li su tjelesni ili netjelesni? 
Problem se pojavio pri tumačenju Aristotelovog spisa Kategorije, jednog od rijetkih Aristotelovih spisa koji je bio poznat hrišćanskome svijetu (i na zapadu i na istoku) nakon pada Rimskog carstva. Neoplatoničar Porfirije ukazao je na taj problem u svojem Uvodu u Aristotelove kategorije, ali nije dao odgovor. Boetije je taj spis preveo na latinski i tako je on postao poznat i na zapadu.

### Platonistički realizam
Nadovezujući se na Platona i platonizam, realisti smatraju da je odgovor pozitivan. Platon je smatrao da ideja ne samo da samostalno postoji, nego da je svijet ideja najviša stvarnost i uzrok one stvarnosti, koju opažamo čulima: uopšte ne bi moglo postojati ništa dobro da mu ontološki ne prethodi ideja "dobrote", ne bi mogao postojati pojedinačni konj da ne postoji opšta ideja "konja" itd. Ovakvo shvatanje u filozofiji se naziva objektivni idealizam, a srednjovjekovni realizam jedan je od njegovih oblika.
Platonu se suprotstavio njegov savremenik, drugi Sokratov učenik, kinik Antisten, koji je rekao da vidi konja, ali ne može vidjeti "konjstvo". Antisten je tako formulisao gledište koje će u srednjem vijeku biti nazvano nominalizam, naime učenje, da samo pojedinačne stvari postoje realno (imaju supstanciju), dok su pojmovi samo imena (nomen) za niz sličnih predmeta. Platonov je odgovor naravno glasio da se radi o "gledanju" umom, do kojeg se pojedinac može dovinuti samo kroz naporno obrazovanje u filozofiji. 
Aurelije Avgustin, koji se prije prihvatanja hrišćanstva dobro upoznao sa neoplatonskom filozofijom, prihvatio je realistički stav, tumačeći ga međutim u okviru hrišćanske teologije: ideje ne tvore samostalno područje, kako je mislio Platon, nego opstoje u Božjem umu. Ideje su misli koje Bog misli, ali za čovjeka one su objektivna stvarnost, koja se shvata umom, uz posredovanje vjere. Proučavanje pojedinačnih stvari, pristupačnih čulima, ne može dovesti ni do kakve vrijedne spoznaje. 
Realisti, nastavljajući se na Avgustina, gledaju u opštim pojmovima (dakle, Božjim mislima) uzroke pojedinačnih stvari, u okviru opšte "Riječi", Logosa, kojom Bog stvara svijet. Logos je, odbacivanjem arijanskog učenja definisan kao bogu istobitan i izjednačen sa Hristom, kao jedna od osoba božjeg trojstva.
Tokom slijedećih pet stoljeća nije bilo značajnih diskusija na tu temu. Jovan Skot Eriјugena (810-880) dovodi hrišćanski novoplatonski realizam do ekstremnog oblika: ono što je opštije, to je i realnije, a najrealnije je ono najopštije: Bog, koji sve stvara a nije stvoren, koji sve obuhvata i koji se ne može pojmiti.

### Nominalistički izazov
Tek u 11. stoljeću, kada na zapadu dolazi do rasta učenosti (sa središtem u Parizu), obnavlja se nominalističko učenje u djelu   , (1050-1123), koji je bio proglašen jeretikom i njegovi spisi uništeni, pa o njegovom učenju znamo samo iz spisa njegovih protivnika. On je zastupao ekstremni nominalizam: svaki pojam, sve ono opšte, što nema podlogu u onome što se čulima može zapaziti, samo je prazan zvuk (latinski: flatus vocis), kojim čovjek daje skupno ime nekoj grupi stvari; ta skupna imena korisna su za komunikaciju među ljudima, no ona nemaju supstancu, koja pripada samo pojedinačnim stvarima. Svoje je učenje on primijenio i na hrišćansku dogmu, dokazujući da je koncepcija trojstva u sebi proturječna, što je i dovelo do osude za jeres.

### Realistički odgovor
Najznačajniji predstavnik realizma, u polemici sa Roscelinom, bio je  , (1033-1109). Anselmo ističe prvenstvo vjere nad razumom: prvo se mora vjerovati, da bi se uopšte smjelo raspravljati o Svetom Pismu, inače primjena dijalektike dovodi do jeresi, kao što se desilo Roscelinu. Nadovezujući se na Eriјugenu, Anselmo je skovao ontološki dokaz postojanja Boga.  
Drugi značajni realist bio je , (1070-1121). On smatra da suština (bit, bitnost) postoji samo u opštem (rodu), a pojedinačne se stvari razlikuju samo u akcidencijama. Iako je sam Vilim kasnije, pod utjecajem Abelardove kritike, odustao od radikalne formulacije, a drugi realisti tražili umjerenije formulacije, realizmu je teško izbjeći panteističku konsekvencu, da u svim pojavama svijeta treba vidjeti samo jednu božansku supstanciju. Takvo je učenje, ističu kritičari, sumnjivo sa gledišta hrišćanske pravovjernosti. Crkva je međutim generalno prihvatala realizam, koji daje filozofsku pozadinu za nauk o trojstvu i o nasljednom grijehu.

### Sinteza — konceptualizam
Najznačajniji mislilac u ovom sporu bio je Abelar (1079-1142), koji je bio »živo, svestrano djelujuće središte borbe oko univerzalija« (str. 343). Njegovi su učitelji bili nominalist Roscelin i realist Vilim. U polemici protiv obojice, on je razvio svoje "srednje" učenje, koje je ipak bliže nominalizmu, nazvano konceptualizam ili sermonizam. Realno postoje samo pojedinačne stvari, ali pojmovi imaju značaj u intelektu i nisu samo "prazan zvuk"; bez njih, nikakva ljudska spoznaja ne bi bila moguća.
Njegova koncepcija ima bitan značaj za dalji razvoj filozofije, jer naglašava aktivnu ulogu ljudskoga uma u stvaranju opštih pojmova. 
Time je Abelard ukazao na put iz šupljeg skolastičkog formalizma koje ne brine o odnosu svojih spekulacija prema čulnoj stvarnosti, iako je sam faktički još unutar tog formalizma ostao. Stoljeće i pol kasnije, Toma Akvinski ponovo prihvaća Aristotelovu koncepciju odnosa opšteg i posebnog, koja je sadržajnija i daje viša poticaja za dalja istraživanja. (To je bilo omogućeno činjenicom da su tek u 13. st. glavni Aristotelovi spisi postali ponovno poznati u hrišćanskim zemljama, zahvaljujući hebrejskim i arapskim prevodima.)

### Stanje danas
Ove rasprave mogu u 21. stoljeću izgledati posve daleke i apstraktne. One su naravno bile uklopljene u teološke diskusije koje su tada, a i danas, bile posve nerazumljive velikoj većini hrišćanskih vjernika (ali se zbog njih moglo i na lomači završiti), a kamoli drugima. 
Međutim, oprečna shvatanja o statusu opštih pojmova i danas postoje, kako u filozofiji, tako i van nje, u političkim i drugim raspravama o pojedinim pitanjima, gdje se pojavljuju "realistička" i "nominalistička" shvatanja o pojedinim problematičnim pojmovima. 
Npr. da li nacija (i drugi slični pojmovi) postoji realno, van predstave koju o tome imaju pojedinci? U diskusijama o pojmovima "hrvatstvo", "srpstvo", "jugoslovenstvo", "Evropa", "Balkan" i tsl. lako možemo uočiti "realistički" i "nominalistički" stav, ili barem način govora (a takve diskusije naravno vode i svi drugi narodi u svijetu). 
Drugi primjer su diskusije o pojmu pola i roda, koje je podstakao feminizam. Postoje naravno biološke razlike između muškaraca i žena, ali do koje mjere možemo govoriti o postojanju "muškosti" i "ženskosti" kao posebnih entiteta? Postoji radikalno nominalistički stav koji sve razlike u osjećajima, ponašanju i dr. pripisuje samo odgoju, i tvrdokorno tradicionalistički koji smatra da su razlike urođene i nepremostive; a postoje naravno i umjereni stavovi između ta dva ekstrema, često u smislu "naučnog realizma" (vidi slijedeći odjeljak).

## Druga značenja pojma "realizam" u filozofiji
Van spomenutog konteksta rasprave o univerzalijama, pojam "realizam" u filozofiji se koristi u različitim značenjima. 
- Tako se ponekad "realistima" nazivaju svi oni filozofi koji idejama pripisuju objektivno postojanje, odnosno, svi "objektivni idealisti".
- Kantovo se učenje naziva pak transcendentalni realizam, a učenje nekih njegovih nastavljača kritički realizam, koji se pak po smislu približava "naučnom realizmu" (vidi dolje).
- Potpuno drugačije je značenje kada se "realizam" suprotstavlja subjektivnom idealizmu, kao učenje da vanjski svijet postoji nezavisno o svijesti, odnosno nezavisno o subjektu, koji ga spoznaje. U tom slučaju pojam "realizam" može se koristiti kao sinonim za materijalizam ili kao širi pojam, koji uključuje i neke tzv. idealističke koncepcije.
- Savremeni naučni realizam, kao "prirodna filozofija" koju naučnici obično u svojem radu slijede, kompromisni je (eklektički) stav po kojem neke osobine predmeta pripadaju njima samima, ali druge zavise o odnosu prema spoznajnom subjektu; koje su prvog, a koje drugog tipa treba u svakom pojedinom slučaju istraživanjima utvrditi. Dokle pak ta relativnost spoznaje seže i koji su joj sve oblici, odnosno koliko nauka može pretendirati na univerzalnost svojih spoznaja, predmet je značajnih diskusija u filozofiji nauke i sociologiji spoznaje 20. stoljeća.
- Takođe se u filozofskim djelima, osobito u savremenoj analitičkoj filozofiji može naći pojam realizam u njegovom svakodnevnom smislu.

Zbog te višestrukosti, ako se termin "realizam" koristi, treba biti tačno naznačeno na koje se značenje misli. Ako je moguće, treba ga zamijeniti nekim preciznijim terminom. Treba biti vrlo oprezan u tome da se raznolike koncepcije svode pod neki opšti pojam, da se "etiketiraju" (da se dakle postupa u smislu "realizma", svodeći vrlo različita razmatranja i učenja filozofa na neku opštu "suštinu"). 

## Literatura
- Bošnjak, Branko: Filozofija od Aristotela do renesanse i odabrani tekstovi filozofa, Zagreb: Nakladni zavod Matice Hrvatske, 1978. (2. izdanje; prvo izdanje 1957), str. 97-103
- Hrvatski enciklopedijski rječnik, svezak 9, Zagreb 2004.
- Opća enciklopedija JLZ, svezak 7, Zagreb 1981.
- : Povijest filozofije. Knjiga prva, Zagreb: Kultura, 1956, str. 334-346.